# Cleora radula
Cleora radula är en fjärilsart som beskrevs av Fletcher 1967. Cleora radula ingår i släktet Cleora och familjen mätare. Inga underarter finns listade i Catalogue of Life.